# تيد كروز
تيد كروز (بالإنجليزية: Ted Cruz) ولد في 22 ديسمبر 1970 في كالغاري، ألبرتا، كندا هو سياسي أمريكي وأصغر عضو في مجلس الشيوخ من ولاية تكساس. انتخب في عام 2012 عن الحزب الجمهوري، وهو أول عضو مجلس الشيوخ أمريكي من ولاية تكساس من أصل اسباني أو كوبي . ترأس اللجنة الفرعية على الرقابة على العمل والمحاكم الاتحادية في الولايات المتحدة واللجنة القضائية بمجلس الشيوخ. وهو أيضا رئيس اللجنة الفرعية المتعلقة بالفضاء والعلوم.

## المواقف السياسية
وصف كروز بالمحافظ الشرس، وباليميني الراديكالي، وبالمحافظ الديني، وبالمناهض للمؤسسة الحاكمة.

### الذكاء الاصطناعي
قدم كروز في شهر يونيو من عام 2025 تعديلًا على «مشروع القانون الواحد الكبير والجميل» بالنيابة عن قطاع التقانة، والذي يقضي بفرض حظر يمتد لعقد كامل على محاولات تنظيم الذكاء الاصطناعي سواء من قبل الولايات أو الحكومة الاتحادية. وقد قوبل التعديل بـ99 صوتًا ضد مقابل صوت واحد مع.

### الشيوعية
يعد كروز أحد المنتقدين للتقارب ما بين الولايات المتحدة وكوبا، إذ قال على قناة فوكس نيوز في شهر ديسمبر عام 2014 أن ذوبان الجليد في العلاقات بين البلدين يمثل «تجليًا لفشل السياسة الخارجية لأوباما وكلينتون وكيري»، مضيفًا أنه «سيذكر كغلطة مأساوية».
تحدث كروز في فعالية «تجمع من أجل الحرية الدينية في آسيا» في شهر يوليو من عام 2018، وقال فيها: «يسرني أن أكون هنا، واقفًا متضامنًا مع الرجال والنساء في مختلف أنحاء هذه المعمورة الذين تعرضوا للاضطهاد على يد الشيوعيين... ينبغي علينا الوقوف متحدين، مشعين نورًا، مبرزين البطولة، ومبرزين الشجاعة، ومتكلمين بالنيابة عن أولئك من أمثال عائلتي، ومن أمثال الملايين الكثر من غيرهم في جميع أنحاء المعمورة الذين ذاقوا ويلات حذاء الشيوعية العسكري عن قرب».

### الشؤون الخارجية

#### إسرائيل
قال كروز في عام 2025 إنه ترشح لمجلس الشيوخ لأول مرة في عام 2012 «بنيّة معلنة حتى يكون المدافع الأبرز عن إسرائيل في مجلس الشيوخ الأميركي». وقال كروز قي إشارة إلى سفر التكوين 12:3: «من الناحية الكتابية، فنحن مأمورون بدعم إسرائيل». وقد اتفق السفير الأميركي الأسبق لدى إسرائيل ديفيد فريدمان مع هذا التفسير، بيد أنه تعرض للانتقاد من جانب صحيفة كريستشن كوريير.
صوت كروز في يوم 5 يناير عام 2017 لصالح القرار الذي أصدره مجلس النواب تنديدًا بقرار مجلس الأمن الدولي رقم 2334، الذي أدان بناء المستوطنات الإسرائيلية على الأراضي الفلسطينية المحتلة باعتباره انتهاكًا للقانون الدولي.
شارك كروز في شهر يونيو عام 2017 في رعاية قانون مناهضة مقاطعة إسرائيل (مشروع القرار 720)، والذي كان من شأنه أن يجعل تشجيع الأمريكيين أو مشاركتهم في مقاطعة إسرائيل والمستوطنات الإسرائيلية في الضفة الغربية، في حال احتجوا على تصرفات الحكومة الإسرائيلية، جريمةً اتحاديةً.

#### إيران
كان كروز من أشد المعارضين لخطة العمل الشاملة المشتركة، وهو الاتفاق النووي الدولي الذي أبرم مع إيران في عام 2015، والذي توصلت إليه الولايات المتحدة وقوى عالمية أخرى عن طريق التفاوض، ووصفه بـ«المفجع والكارثي».
صرح كروز لقناة فوكس نيوز أثناء الحرب الإيرانية الإسرائيلية في شهر يونيو من عام 2025 قائلًا: «أعتقد أنه من مصلحة أميركا إلى حد بعيد أن نرى تغييرًا للنظام»، وأضاف أن «لا شيء يشفع للمرشد الأعلى». وقال في مقابلة مع تاكر كارلسون إن إيران حاولت اغتيال دونالد ترامب، وأن هناك عبارة في الكتاب المقدس تقول إن المباركة ستحل على من «يبارك إسرائيل»، معتبرًا إياها تبريرًا لدعم الهجمات الإسرائيلية على إيران. لم يتمكن كروز من اقتباس الآية أو تحديد موقعها عندما ألح عليه كارلسون. وانتقد كارلسون كروز لجهله بعدد سكان إيران، وقال له: «أنت لا تعرف شيئًا عن البلد الذي تريد الإطاحة بحكومته». وكان كروز قد أخبر كارلسون في بادئ الأمر: «نحن نقوم بشن ضربات عسكرية اليوم»، قبل أن يصحح نفسه قائلًا: «إسرائيل هي من تقودها، ولكننا نساندها». واتهم كارلسون بأن لديه «هوسًا غريبًا [...] بإسرائيل»، وهو ما اعتبره كارلسون إدعاء بمعاداة السامية.
دعا كروز إلى إسقاط النظام الإيراني، مشبهًا ذلك بالإستراتيجية الأمريكية التي استعين بها ضد الاتحاد السوفيتي إبان الحرب الباردة، وقد انتقد الاتفاق النووي الذي أبرم في عهد أوباما، مطالبًا باتخاذ خطوات أقوى ضد طهران.

#### دول أخرى
صوت كروز لصالح قانون حرية الولايات المتحدة الأمريكية في عام 2015، والذي أعاد تفويض قانون باتريوت مع إضفاء بعض الإصلاحات على أحكامه.
دعم كروز خطة إدارة أوباما لبيع أسلحة إلى المملكة العربية السعودية بقيمة تتجاوز 1.15 مليار دولار في شهر سبتمبر من عام 2016.
اعتبر كروز خط أنابيب نورد ستريم 2 لنقل الغاز الطبيعي تهديدًا لأمن أوروبا والولايات المتحدة. وفي شهر ديسمبر من عام 2019، كتب مع عضو مجلس الشيوخ رون جونسون رسالة إلى إدوارد هيريما، وهو مالك شركة مد الأنابيب البحرية أولسيز، وفيها حذراه من فرض عقوبات إن لم تعلق شركته العمل على خط الأنابيب، والذي كان من شأنه نقل الغاز الطبيعي من روسيا إلى ألمانيا. علقت أولسيز عملها بعد أيام قليلة. استأنفت سفينة مد الأنابيب الروسية أكاديميك تشيرسكي أعمال مد الأنابيب في شهر ديسمبر من عام 2020. كانت فورتونا، وهي سفينة مد أنابيب أخرى، قد التحقت بسفينة أكاديميك تشيرسكي في شهر يناير بغية استكمال مد الخط. أعلن بوتين استكمال مد الأنابيب في الخط الأول من نورد ستريم 2 بتاريخ 4 يونيو عام 2021. وقد ربطت أقسام خط الأنابيب ببعضها يوم 10 يونيو. واستكمل العمل على الخط الثاني في شهر سبتمبر من عام 2021.
كان كروز من المشاركين في رعاية القرار الصادر سنة 2019 لإحياء ذكرى الإبادة الجماعية للأرمن، وقال إنه، وعلى الرغم من كون تركيا حليفًا في الناتو، فإنه «ينبغي ألا نخشى قول الحقيقة، إذ لا يمكن للتحالفات القائمة على أكاذيب أن تدوم».
نشر كروز تغريدة ينتقد فيها التطعيم الإلزامي في الإقليم الشمالي الأسترالي في شهر أكتوبر من عام 2021. وقد انتشر رد رئيس وزراء الإقليم مايكل غانر على التغريدة بسرعة، وحظي بدعم شبه جماعي من قبل الأستراليين.
صوت كروز ضد إلغاء تفويض استخدام القوة العسكرية في العراق في شهر مارس من عام 2023.

### القضايا الاجتماعية
يعد كروز مناهضًا للإجهاض بشدة، ولكنه «يجيز الإجراء... في حال كان الحمل يشكل خطرًا على حياة الأم». كذلك يؤيد قطع التمويل الاتحادي عن منظمة بلاند بيرنتهود. ويعارض كروز زواج المثليين والاتحادات المدنية.
قال كروز في عام 2013 إنه يرغب في أن يعرف الزواج قانونيًا على أنه «بين رجل واحد وامرأة واحدة»، ولكنه أضاف أن مسألة شرعية زواج المثليين ينبغي أن تترك لقرار كل ولاية على حدة. وصف كروز قرار المحكمة العليا القاضي بعدم دستورية حظر زواج المثليين في قضية أوبرغيفيل في عام 2015 بأنه «التعريف الحقيقي للطغيان»، متهمًا المحكمة بممارسة النشاط القضائي، وقال إنها كانت «من أحلك الساعات بالنسبة لأمتنا».
أعلن كروز تأييد ترشح القاضي روي مور من ولاية ألاباما لمجلس الشيوخ الأمريكي في عام 2017، وذلك في نفس اليوم الذي أعيد تداول مقطع صوتي لمور يصف فيه قرار أوبرغيفيل بأنه «أسوأ» من حكم عام 1857 الذي أيد العبودية. وقد أعاد تأكيد موقفه هذا في عام 2022 بعد تصريحات أدلى بها القاضي كلارنس توماس. ألقى كروز نكتة في معرض حديثه أمام طلبة في قمة أجرتها منظمة تيرنينغ بوينت يو إس إيه، وهي منظمة غير ربحية تروج للسياسة المحافظة في المدارس الثانوية والكليات والأحرام الجامعية، وقال فيها إن الضمير الشخصي المفضل لديه هو «قبّل مؤخرتي».
صوت كروز ضد قانون احترام الزواج في عام 2022. وأصدر بيانًا صحفيًا في شهر يوليو من العام نفسه أعرب فيه عن تأييده لإلغاء قانون تكساس المناهض للسدومية لسنة 1845، كاتبًا: «يجب أن يكون بوسع البالغين أن يفعلوا ما يشاؤون من أنشطة جنسية خاصة بالتراضي، وليس للحكومة أي شأن في غرف نومهم». قارن كروز تخريب وتدمير النصب والمعالم التذكارية في الولايات المتحدة بتدمير حركة طالبان لتمثالي بوذا باميان العملاقان سنة 2001.

## روابط خارجية
- تيد كروز على موقع IMDb (الإنجليزية)
- تيد كروز على موقع الموسوعة البريطانية (الإنجليزية)
- تيد كروز على موقع روتن توميتوز (الإنجليزية)
- تيد كروز على موقع مونزينجر (الألمانية)
- تيد كروز على موقع إن إن دي بي (الإنجليزية)
- تيد كروز على موقع قاعدة بيانات الفيلم (الإنجليزية)
- تيد كروز على موقع ليتربوكسد (الإنجليزية)